# NGC 4345
NGC 4345 (NGC 4319) je prečkasta spiralna galaktika u zviježđu Zmaju. Naknadno je utvrđeno da je NGC 4319 ista galaktika.

## Vanjske poveznice
- (eng.) SEDS: NGC 4345
- (eng.) Revidirani Novi opći katalog
- (eng.) Izvangalaktička baza podataka NASA-e i IPAC-a
- (eng.) Astronomska baza podataka SIMBAD
- (eng.) VizieR